# دانشگاه سانگ‌میونگ

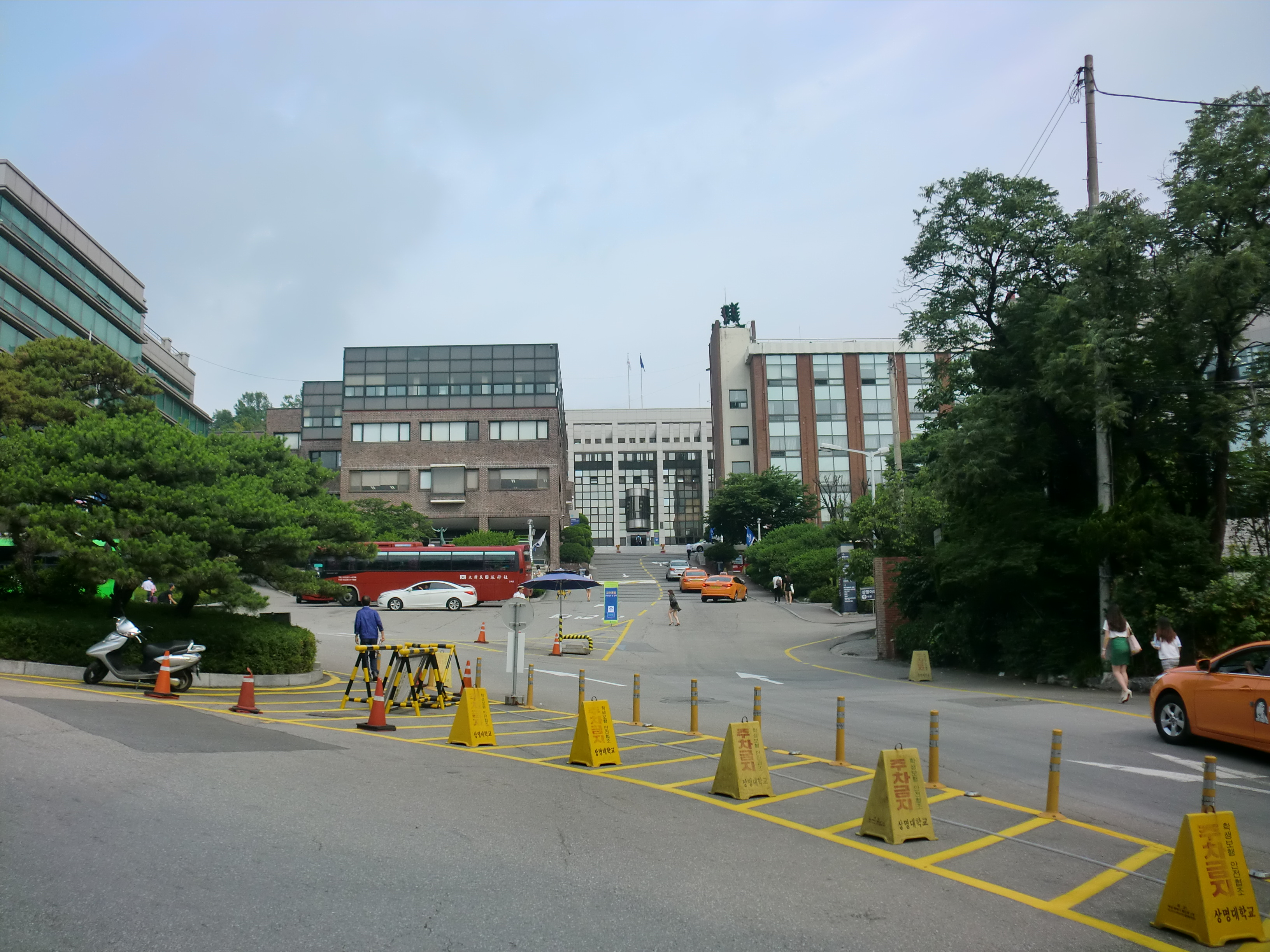
دانشگاه سانگ‌میونگ

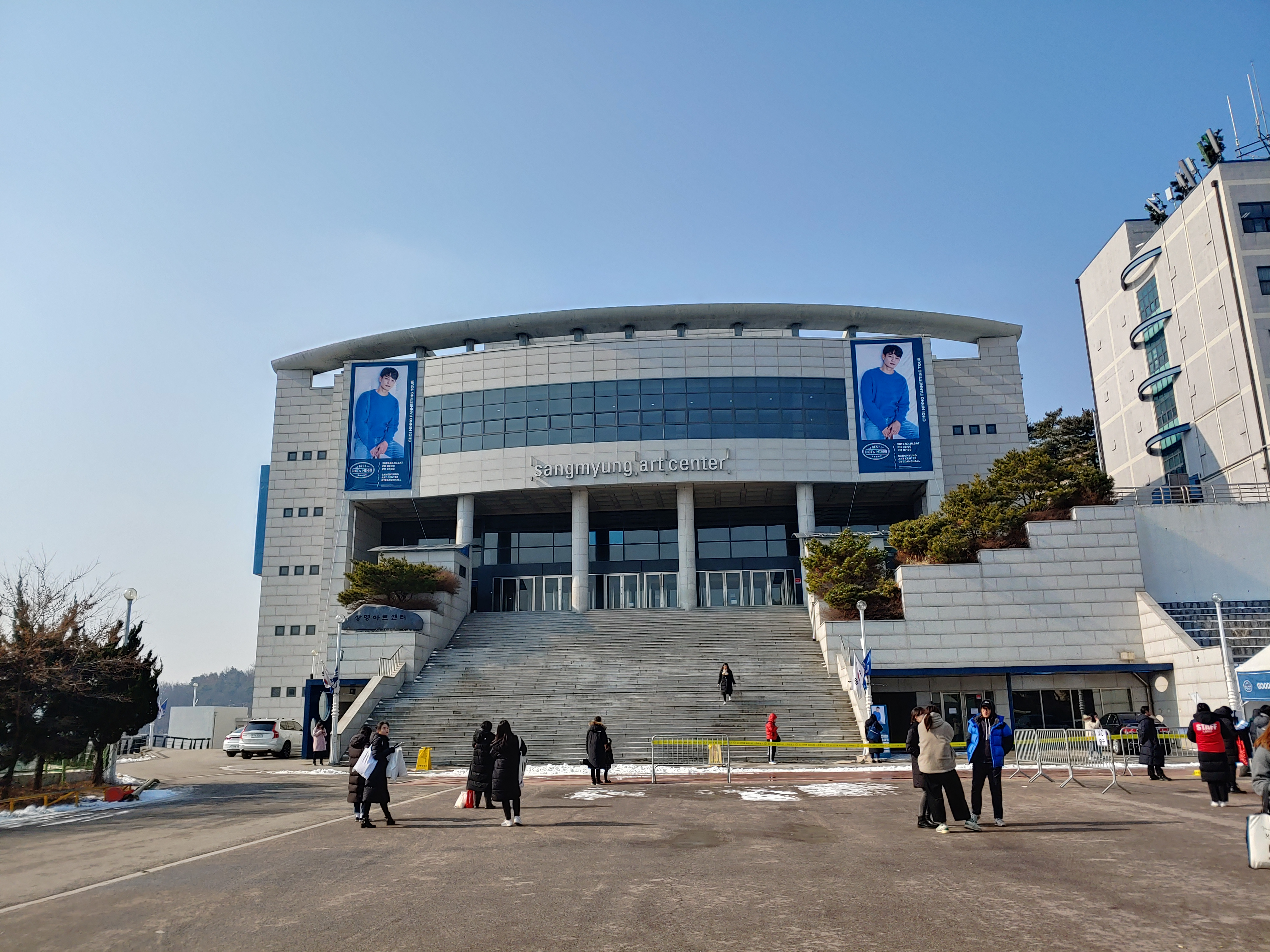
مرکز هنر دانشگاه سانگ‌میونگ

دانشگاه سانگ‌میونگ (انگلیسی: Sangmyung University؛‏ کره‌ای: 상명대학교) یک دانشگاه خصوصی در کره جنوبی است که پردیس اصلی آن در ناحیه جونگ‌نو، سئول و پردیس فرعی آن در چونان، استان چونگ‌چونگ جنوبی واقع شده است. این دانشگاه در سال ۱۹۳۷ تأسیس شد و کالج زنان سانگ‌میونگ در سال ۱۹۶۵ و کالج زنان سانگ‌میونگ در چونان در سال ۱۹۸۵ تأسیس شدند. در سال ۱۹۸۷، این کالج به دانشگاه ارتقا یافت و نام آن به دانشگاه زنان سانگ‌میونگ تغییر کرد. در سال ۱۹۹۶، این دانشگاه به سیستم آموزش مختلط تبدیل شد و نامش به دانشگاه سانگ‌میونگ تغییر یافت.

## فارغ‌التحصیلان برجسته
- به سول کی
- گو سو
- هوانگ سون هی
- ایم جی اون
- گانگ دونگ وون
- کیل یونگ وو
- کیم دونگ وان (شینهوا)
- کیم جه‌وون
- کیم کوت بی
- کیم وون جون
- کیم یو هان
- کوان سو هیون
- لی سول بی
- نام جی هیون
- پارک سه یونگ
- شین دا اون
- سون ته یونگ